# Паркани
Паркани или Паркан (на руски: Парканы; на румънски: Parcani; на украински: Паркани) е село, разположено в Слободзейски район, в непризнатата Приднестровска република. То се смята за най-голямото българско селище извън пределите на България.

## История
Първите семейства бежанци от българските земи в Османската империя са се заселили в Паркани в началото на 19 век като колонисти по покана на руските власти. Преди появата на първите българи селото е било малко поселение от казаци. Първите заселници от България са дошли през 1803 и 1811 година от Анхиало (днешно Поморие) – 90 семейства, 887 души и Рахово (днешно Оряхово) – 52 семейства, 380 души.

## География
Селото е разположено между градовете Тираспол и Бендери (Тигина), през него минава тролейбусната линия по маршрут Тираспол – Бендери.

## Население
Населението на селото е 10 500 души, от които 80 % са етнически българи, като се поделят на шопи и гурлянци.

## Култура
През месец септември 2008 година в селото е открит паметник на Васил Левски.
В селото има 4 училища.
1 спортна зала. Действат музикално училище и младежки фолклорен колектив. Има частен музей на стария бит, създаден от жителите на селото.

## Личности
- Петър Николаев – кмет на селото и председател на Българската община